# Althaia

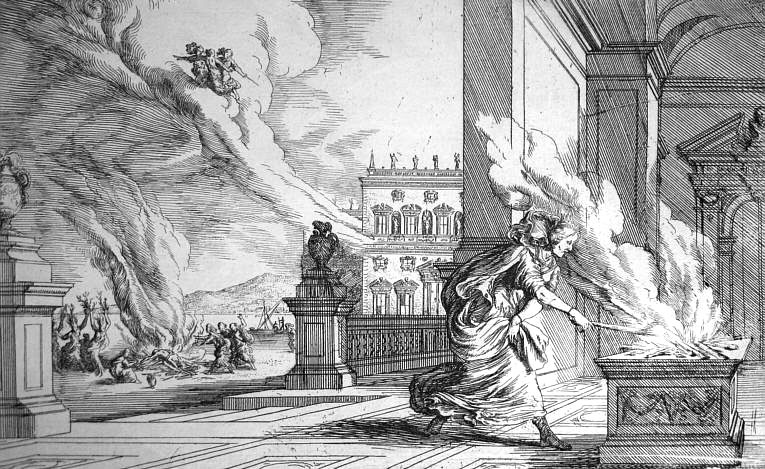
Althaia. Kupferstich von Johann Wilhelm Baur

Althaia (griechisch Ἀλθαία Althaía) ist in der griechischen Mythologie die Tochter von Thestios und Eurythemis. Die Geschwister von Althaia sind Leda und Hypermestra sowie deren vier Brüder Iphiklos, Euippos, Plexippos und Eurypylos. Ebenso wird Toxeus als Bruder erwähnt. Sie ist die Gattin von Oineus, dem König von Kalydon, und hatte mit diesem die Kinder Toxeus, Klymenos, Meleagros, Perimede, Deïaneira, Thyreus und Gorge.
Sieben Tage nach der Geburt von Meleagros erschienen die drei Moiren Klotho, Lachesis und Atropos. Sie verkündeten, dass ihr Sohn so lange lebe, wie das auf dem Herd brennende Holzscheit nicht vom Feuer verzehrt sei. Althaia löschte das Feuer und bewahrte das Holzstück auf, um Meleagros am Leben zu erhalten. Als ihr Sohn später Althaias Brüder tötete, verbrannte sie aus Trauer das aufbewahrte Holzscheit. Dadurch starb wie von den Moiren vorhergesagt ihr Sohn Meleagros. Althaia nahm sich anschließend das Leben, indem sie sich erhängte.
Angelehnt daran hat der Personenname Althea eine gewisse Verbreitung.